# Орхусская конвенция
Орхусская конвенция — конвенция Европейской Экономической Комиссии ООН «О доступе к информации, участии общественности в принятии решений и доступе к правосудию по вопросам, касающимся окружающей среды».
Для вступления конвенции в силу необходимо подписание её 16 странами. Этот процесс длился три года. Конвенция была подписана 38 странами в г. Орхусе в Дании 25 июня 1998 г. на 4 -й Конференции министров окружающей среды европейских стран в рамках Процесса «Окружающая среда для Европы».
Цель Конвенции — поддержка защиты прав человека на благоприятную окружающую среду для его здоровья и благосостояния, на доступ к информации, на участие общественности в процессе принятия решений и на доступ к правосудию по вопросам, касающимся окружающей среды.
На каждую сторону налагаются обязательства по принятию необходимых законодательных, регламентирующих мер для создания и поддержания чёткой, открытой и согласованной структуры для осуществления положений Конвенции.
Доступ к информации:
- свобода доступа (обязательное предоставление необходимой информации по запросу, не требующему обоснования);
- активное информирование общественности посредством Интернета, публикаций отчётов о состоянии окружающей среды;
- перед отказом в предоставлении информации необходимо учесть степень интереса к ней общественности;
- при отсутствии информации у органов, к которым за ней обращаются, отсылка к органам, имеющим возможность удовлетворить запрос;
- незамедлительное информирование общественности в случае надвигающейся угрозы здоровью человека и/или окружающей среде.

Причины отказа в предоставлении экологической информации может заключаться только в том, что данная информация повлияет на:
- конфиденциальность работы государственных органов;
- международные отношения. национальную оборону или государственную безопасность;
- отправление правосудия, возможность для лиц подвергаться справедливому судебному разбирательству или способность государственных органов проводить расследование уголовного или дисциплинарного характера;
- конфиденциальность коммерческой и промышленной информации;
- права интеллектуальной собственности;
- конфиденциальность личных данных;
- интересы третьей стороны, представившей запрашиваемую информацию;
- окружающую среду, к которой относится эта информация (места размножения редких видов).

Заинтересованная общественность своевременно и в понятной форме информируется на самом начальном этапе процедуры принятия решений по вопросам, касающимся окружающей среды.
Информирование:
- о планируемом виде деятельности и заявке, по которой будет приниматься решение;
- о характере возможных решений или проекте решения;
- о государственном органе, ответственном за принятие решения;
- о предусматриваемой процедуре (начало процедуры, формы возможного участия, время и место всех намеченных публичных слушаний, государственный орган, в котором можно получить информацию, наличие экологической информации, охвате данного вида деятельности, процедурой оценки воздействия на окружающую среду), включая то, каким образом и когда такая информация может быть предоставлена.

Стороны должны стремиться к упрощению процедуры участия общественности в процессе принятия решений.
Стороны — участники Орхусской Конвенции: Азербайджан, Албания, Армения, Австрия, Бельгия, Болгария, Венгрия, Грузия, Германия, Греция, Дания, Италия, Испания, Македония, Казахстан, Киргизия, Кипр, Латвия, Литва, Лихтенштейн, Люксембург, Мальта, Монако, Нидерланды, Норвегия, Польша, Португалия, Республика Молдова, Словения, Румыния, Таджикистан, Туркменистан, Украина, Финляндия, Франция, Эстония, Хорватия, Республика Чехия, Исландия, Ирландия, Швеция, Швейцария, Северная Македония, Соединенное Королевство Великобритании и Северной Ирландии.
В 2022 году белорусские власти объявили о выходе из конвенции.
К конвенции принят Протокол о регистрах выбросов и переноса загрязнителей (2003 год), который вступила в силу в октябре 2009 года, и поправка о генетически изменённых организмах (2005 год), которая вступит в силу после присоединения к ней трёх четвертей членов конвенции на момент принятия поправки.
За выполнением Конвенции осуществляет несудебный консультационный надзор Комитет по соблюдению Орхусской конвенции, созданный согласно статье 15. Участники Конвенции могут также признать юрисдикцию Международного суда или арбитража по делам о нарушении Конвенции.